# 1824 aux échecs
| Années des échecs : 1821 - 1822 - 1823 - 1824 - 1825 - 1826 - 1827    |
| Décennies des échecs : 1790 - 1800 - 1810 - 1820 - 1830 - 1840 - 1850 |

Cet article présente les faits marquants de l'année 1824 aux échecs.

## Événements majeurs
- Le 23 avril débute un match par correspondance entre Londres et Édimbourg. Il se termine en juillet 1826 par la victoire des Écossais[1].
- Création d’un club d’échecs à Paris, qui s’appelle Le Cercle de Philidor[1].
- Découverte du gambit Evans[1], joué après une ouverture italienne, par le capitaine William Evans[Note 1].

## Divers
- Johann Horny écrit Anweisung das Schachspiel[1].

## Naissances
- 22 octobre : Henry Hookham, champion d'échecs de Nouvelle-Zélande[1].
- Sebastian Herzfeld [1], physicien et joueur d’échecs. Il est à l’origine de la défense Herzfeld face au gambit du roi[Note 2].
- Miron James Hazeltine, chroniqueur d’échecs au New York Clipper pendant 50 ans[1].